# Хлевене
 Тази статия е за с. Хлевене, п.к. 5579.  За Хлевене, п.к. 5564 вижте Слатина (област Ловеч).  
Хлѐвене е село в Северна България, община Ловеч. Селото се намира на 7 км югозападно от областния град Ловеч. Пощенски код 5579.

## Население
Численост и дял на етническите групи според преброяването на населението през 2011 г.:
|                     | Численост | Дял (в %) |
| Общо                | 297       | 100,00    |
| Българи             | 209       | 70,37     |
| Турци               | 44        | 14,81     |
| Цигани              | 15        | 5,05      |
| Други               | 0         | 0,00      |
| Не се самоопределят | 6         | 2,02      |
| Неотговорили        | 23        | 7,74      |

## Културни и природни забележителности
В село Хлевене се намира един природен феномен, известен с името „Свирлив кладенец“- музикален карстов извор, който се намира на километър и половина югозападно от селото. Това природно явление не се среща никъде другаде в България. Още преди Освобождението старите османски бейове – чифликчии са го наричали „Чалан бунар“, което на български ще рече „Свирлив кладенец“. За този стар и неповторим, забулен със столетни тайни кладенец, хлевенци са съхранили в паметта си едно интересно и вълнуващо предание, което векове наред се предава от поколение на поколение.
Легендата разказва:
Било през мрачните години на османското владичество. Тук на едно общоселско хоро се спрял, възседнал на черен жребец, едър, охранен бей- Дели Исин. Гледал дълго беят и се наслаждавал, а накрая харесал най-хубавата и най-напетата мома – Яна. Харесал я османлията и се опитал насила да я отвлече за жена в своя харем. Но в слънчевия майски ден, сред живописно приказно дефиле, потънало в буйна разкошна зеленина и благоуханни цветя, в местността Кайнаците се случило нещо страшно и нечувано. Хубавата Яна си пожелала земята да се отвори и да потъне вместо да измени на своя любим Дойчин-смел и красив момък, и да се отдаде на бея. В този момент се разразила силна гръмотевична буря и се разбушувала земетръсна стихия. Земята се пропукала и погълнала в зейналата си паст цялата османска сватба. На това място бликнал чуден мелодичен кладенец, от който и до днес през известни периоди на годината се чуват тежките удари на
„тъпана“ и звучните мелодии на свирнята, напомнящи за потъналата сватба.

## Редовни събития
15 ноември- селски събор

## Личности родени в Хлевене
- Кунка Баева (1922 – 2007), българска актриса
- Велико Йорданов (1920 – 2004), български учител